# Precis trullus
Precis trullus är en fjärilsart som beskrevs av Herbst 1794. Precis trullus ingår i släktet Precis och familjen praktfjärilar. Inga underarter finns listade i Catalogue of Life.